# 房融
房融（?—?），字號不詳，唐代洛阳緱氏人。武則天時宰相，因神龍之變後，被唐中宗整肅，發配欽州（今廣西省欽州市），一說高州（今廣東省高州市），最後病死於謫所。為人篤信佛法，相傳在流放途中，曾經協助翻译《大佛顶首楞严经》（《楞严经》）。
房融有子房琯。

## 生平
房恭懿曾孙。
武則天時，以正諫大夫同鳳閣鸞臺平章事，親附張易之兄弟；神龍元年（705年），武則天退位。房融被唐中宗所謫，二月甲寅流放欽州（今廣西欽州市），死於欽州。
《全唐诗》载：“房融，河南人，则天时为相。神龙元年，贬死高州。好浮屠法，尝于岭外笔受《楞严经》。诗一首。”
据传其流放途中，抵广州时，巧遇天竺沙门般剌密谛，協助翻译《楞严经》。中國素有“自從一讀楞嚴後，不看人間糟粕書”名句，《楞嚴經》哲理高深，文字優美，就是藉助房融優美的文筆以捉刀筆錄下來。

## 詩作
《謫南海過始興廣勝寺果上人房》
零落嗟殘命，蕭條託勝因。
方燒三界火，遽洗六情塵。
隔嶺天花發，淩空月殿新。
誰令鄉國夢，終此學分身。